# Julia Sánchez
Julia Sánchez (Julia Sánchez Deza; * 28. Januar 1930 in Lima; † 19. Dezember 2001 ebenda) war eine peruanische Sprinterin.
1947/48 gewann sie bei den Juegos Bolivarianos Gold über 50 m und 100 m, Silber im Weitsprung und Bronze im Hochsprung.
Bei den Leichtathletik-Südamerikameisterschaften 1949 in Lima und 1952 in Buenos Aires sowie bei den Panamerikanischen Spielen 1951 in Buenos Aires siegte sie über 100 m. 
Ihre persönliche Bestzeit über 100 m von 12,2 s stellte sie am 27. Februar 1950 in Lima auf.